# Fonction d'Euler
Ne doit pas être confondu avec Fonction phi d'Euler.
Cet article concerne la fonction d'Euler. Pour d'autres objets ou résultats attribués à Euler, voir Liste de sujets portant le nom de Leonhard Euler.

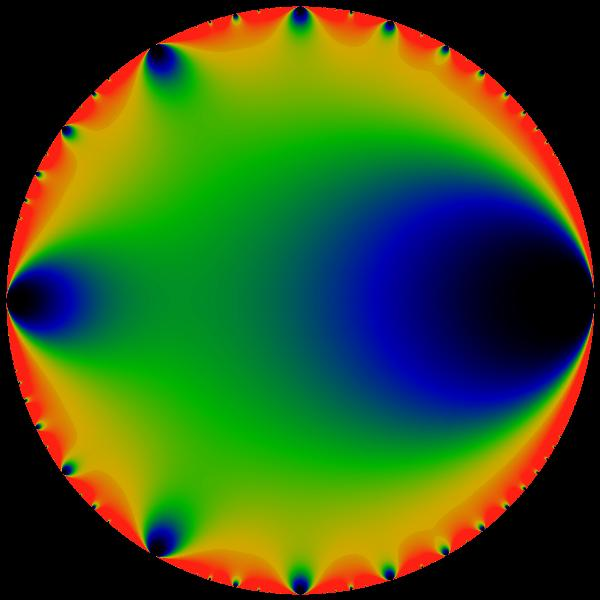
Module de dans le plan complexe, coloré de sorte que noir = 0, rouge = 4.

En mathématiques, la fonction d'Euler est donnée par
{\displaystyle \phi (q)=\prod _{k=1}^{\infty }(1-q^{k}).}
Portant le nom de Leonhard Euler, elle constitue un exemple type du q-analogue d'une série. C'est une forme modulaire fournissant un exemple typique d'interaction entre combinatoire et analyse complexe.
On peut écrire la définition de {\displaystyle \phi } comme produit infini de façon compacte grâce au symbole de Pochhammer : {\displaystyle \phi (q):=(q,q)_{\infty }.}

## Propriétés
Le coefficient {\displaystyle p(k)} dans le développement en série formelle de {\displaystyle 1/\phi (q)} est le nombre de partitions de l'entier {\displaystyle k}. Formellement,
{\displaystyle {\frac {1}{\phi (q)}}=\sum _{k=0}^{\infty }p(k)q^{k}}.
L'identité d'Euler, aussi appelé le théorème des nombres pentagonaux, est l'identité
{\displaystyle \phi (q)=\sum _{n=-\infty }^{\infty }(-1)^{n}q^{n(3n-1)/2}.}
Dans cette somme, les nombres {\displaystyle n(3n-1)/2} sont les nombres pentagonaux.
La fonction d'Euler est liée à la fonction êta de Dedekind. Pour tout nombre complexe {\displaystyle \tau } de partie imaginaire positive, on définit {\displaystyle q={\rm {e}}^{2{\rm {i}}\pi \tau }} (c'est le carré du nome (en)), et la fonction êta est définie par 
{\displaystyle \eta (\tau )=q^{1/24}\prod _{n=1}^{\infty }(1-q^{n})=q^{1/24}\phi (q)}.
Les deux fonctions possèdent les symétries du groupe modulaire.
La fonction d'Euler s'exprime aussi simplement à l'aide du q-symbole de Pochhammer :
{\displaystyle \phi (q)=(q;q)_{\infty }}
Le logarithme de la fonction d'Euler est la somme des logarithmes des facteurs du produit ; chacun peut être développé autour de q = 0, ce qui donne : 
{\displaystyle \ln(\phi (q))=-\sum _{n=1}^{\infty }{\frac {1}{n}}\,{\frac {q^{n}}{1-q^{n}}}}
qui est une série de Lambert avec coefficients {\displaystyle -1/n}. Le logarithme de la fonction d'Euler s'exprime donc par :
{\displaystyle \ln(\phi (q))=\sum _{m=1}^{\infty }b_{m}q^{m}\quad } avec {\displaystyle \displaystyle \quad b_{m}=-\sum _{n|m}{\frac {1}{n}}}.
La suite des {\displaystyle -b_{m}} est la suite A000203 de l'OEIS.